# Centromerus capucinus
Centromerus capucinus är en spindelart som först beskrevs av Simon 1884.  Centromerus capucinus ingår i släktet Centromerus och familjen täckvävarspindlar. Inga underarter finns listade i Catalogue of Life.